# Gastrită
Gastrita este definită ca o inflamație a mucoasei stomacului.

## Cauzele gastritei
Gastrita poate avea diferite cauze:
- consum excesiv de alcool
- utilizare prelungită a medicamentelor anti-inflamatoare non-steroidiene, cunoscute ca AINS, cum ar fi aspirina sau ibuprofenul
- infecție cu bacterii, cum ar fi Helicobacter Pylori
- intervenții chirurgicale majore
- accidentări traumatice, arsuri sau infecții severe

Anumite boli, cum ar fi anemia pernicioasă, anemia cronică de reflux biliar, sau tulburări ale sistemului imunitar, pot provoca și ele gastrită. Gastrita mai poate apărea ṣi la cei care au suferit chirurgii de reconstrucție a tractului digestiv.

## Simptomele gastritei
Cel mai frecvent simptom întâlnit la bolnavi este durerea abdominală. Alte simptome sunt indigestia, balonarea, greața, vărsături, sau o senzație de arsură în abdomenul superior. Sânge în vărsături sau scaune negre pot fi semne de sângerare la nivelul stomacului, care pot indica o problemă serioasă.
Mulți oameni cu gastrită nu au nici cea mai vagă idee ce anume ei pot fi acei ce suferă de această boală. Cu toate acestea, una dintre cel mai răspândită simptom este durerea în abdomenul superior, fiind caracterizată prin arsuri, intensitate, roadere sau prezența unui obiect ascuțit. Alte locuri unde se pot simți asemenea simptome sunt partea central-superioară a abdomenului și partea de stânga sus a abdomenului în jurul spatelui.
Alte semne și simptome precum:
- Greața
- Vomă (având o nuanță străvezie, verde, galbenă sau însângerată în dependență de gravitatea problemei)
- Eructații
- Balonare
- Senzație de stomac plin după doar câteva mușcări
- Lipsa poftei de mâncare
- Pierderea inexplicabilă în greutate

## Diagnosticarea gastritei
De obicei se poate suspecta diagnosticul de gastrită pe baza simptomelor, dar cel mai sigur diagnostic este cel care se pune prin endoscopie digestiva superioara.
Endoscopia în cazul  gastritei, este importantă mai ales pentru a preciza tipul de gastrita, deoarece unele forme de gastrită se tratează specific și pot avea o evoluție deosebită, dar și pentru a exclude alte boli care pot da simptome similare (ulcerul gastric, esofagita sau cancerul gastric)

## Complicațiile gastritei
Deși pare o boală simplă, gastrita poate da si complicații, unele grave.
Cele mai frecvente complicații ale gastritei sunt:
- Sângerări cu anemie
- Ulcerul gastric
- Cancerul gastric
- Scăderea absorbției vitaminei B12 urmata de anemie
- Scăderea cantității de acid clorhidric din stomac in gastrita atrofica
- Scăderea cantității de suc gastric